# 이보나 비엘스카
이보나 비엘스카(Iwona Bielska, 1952년 9월 7일~)는 폴란드의 배우이다.

## 출연 작품
- 어 그래인 오브 트루쓰(2015)
- 바웬사, 희망의 인간(2013)
- 크리즈닝(2010)
- 결혼식(2004)
- 은빛 지구(1988)